# Acalypha ornata
Acalypha ornata é uma espécie de flor do gênero Acalypha, pertencente à família Euphorbiaceae.